# Кронау (колонія)
Кронау (сьогодні українське Високопілля) — німецький район, що був поселенням етнічних німців (чорноморських німців) в районі Херсонської області України.

## Поселення Кронауз№1: Ейгенфельд (Суворовка, сьогодні частиниІванівки/ Іванівка)
- № 2: Schöntal (сьогодні частина Olhyne / Ольгине)
- № 3: Ландау (сьогодні Потьомкіне / Потьомкіне)
- № 4: Ебенфельд (зруйнований, на схід від Високопілля)
- № 5: Фюрстенталь (північна частина Високопілля)
- № 6: Ніколаїтал (сьогодні Тополин / Тополине)
- № 7: Фюрстенфельд (сьогодні Княсівка / Князівка)
- № 8: Кронау (сьогодні Wyssokopillja / Високопілля)
- № 9: Ейґенталь (сьогодні Ольгине / Ольгине)
- № 10: Сандфельд (20 кілометрів на захід від Високопілля)
- № 11: Ной-Мангейм (сьогодні східна частина Високопілля)
- Хохфельд (11 кілометрів на захід від Високопілля)
- Grünfeld (10 кілометрів на захід від Wyssokopillja)
- Долина Катерин
- Кнайслер
- Вайнштейн

також
- № 1: Александрфельд (нині Nowooleksandriwka / Новоолександрівка)
- № 2: Ной-Шенсе (сьогодні Осерівка / Озерівка)
- № 3: Фріденсфельд (раніше Новомирівка / Новомирівка, на північний захід від Озерівки)
- № 4: Ной- Хальбштадт (тепер Рівнопілля / Рівнопілля)
- № 5: Ніколайфельд (сьогодні Микільське / Микільське)
- № 6: Орлоф (сьогодні Орлоу / Орлове)
- № 7: місце квітів (сьогодні Switliwka / Світлівка)
- № 8: Tiege (сьогодні Kotschubejivka / Кочубеївка)
- № 9: Алтонау (сьогодні Пригір'я / Пригір'я)
- № 10: Розеннорт (сьогодні Росівка / Розівка)
- № 11: Мюнстерберг (зруйнований, на північ від Пригір'я)
- № 12: Гнаденфельд (сьогодні Благодатне / Благодатне)
- № 13: Шенау (сьогодні Краснівка / Краснівка)
- № 14: Штайнфельд (сьогодні Кам'янка / Кам'янка)
- № 16: Рейнфельд (до 2001 р. Sofijiwka / Софіївка, на південь від Наталіне / Наталіне)
- № 17: Олександрова корона (до 2001 р. Лухівка / Лугівка, на захід від Світлівки)
- Deutschendorf (заснована в 1942 році переселенням і перейменування[1], сьогодні Iwaniwka / Іванівка)

## Поява
Поселення Кронау було засноване між 1869 та 1870 роками переважно євангельськими лютеранськими німцями з регіону Таврійського намісництва материнськими колоніями Прішчібера .

## Інфраструктура
У Крона була церква (побудована в 1897 р.), два парові млини, пивоварня, виноробня, аптека, дві середні школи з 1914 р., старша школа, бібліотека, лікарня, цегельний завод, молочна продукція, різні магазини, склади та Зерносховище.

## Історія
7 (20) листопада 1917 року, відповідно до Третього Універсалу Української Центральної Ради, увійшло до складу Української Народної Республіки.
1920—1930 рр. Було створено німецький національний гурток під назвою Фрідріх Хекерт. За часів голоду з 1921 по 1922 рік померло 55 жителів, а під час Голодомору 1932—1933 рр. Від голоду померло 12 жителів. З 1929 по 1941 рік Радами було депортовано 71 жителів. 15 листопада 1941 р при Рейховому комісаріаті України з обласних Кіровограду та Миколаєва було утворено Генеральний округ Миколаїв. Ним керував генеральний уповноважений у Миколаєві. У цьому окрузі був також район Олександрштадта, який був заснований того ж дня.
Заснований у квітні 1942 року, містив район Кронау.
28 березня 1944 року Кронау та всі інші населені пункти були взяті Червоною армією.

## Вебпосилання
- http://www.archives.gov.ua/Publicat/Documents/Herson.php [Архівовано 22 лютого 2014 у Wayback Machine.]

## Індивідуальні докази
1. ↑  Stumpp, Karl. Bericht über das Gebiet Kronau-Orloff (Orloff jetzt Marienburg). Berichte der Sammlung Georg Leibbrandt. — Berlin: Publikationsstelle Ost — 1943.
2. ↑  Архівована копія. Архів оригіналу за 8 серпня 2011. Процитовано 16 липня 2020.{{cite web}}:  Обслуговування CS1: Сторінки з текстом «archived copy» як значення параметру title (посилання)
3. ↑  Архівована копія. Архів оригіналу за 18 січня 2022. Процитовано 16 липня 2020.{{cite web}}:  Обслуговування CS1: Сторінки з текстом «archived copy» як значення параметру title (посилання)
4. ↑  (IІІ) УНІВЕРСАЛ УКРАЇНСЬКОЇ ЦЕНТРАЛЬНОЇ РАДИ. static.rada.gov.ua. Процитовано 16 липня 2025.
5. 1 2  Архівована копія. Архів оригіналу за 16 вересня 2019. Процитовано 16 липня 2020.{{cite web}}:  Обслуговування CS1: Сторінки з текстом «archived copy» як значення параметру title (посилання)
6. ↑  Архівована копія. Архів оригіналу за 16 вересня 2019. Процитовано 16 липня 2020.{{cite web}}:  Обслуговування CS1: Сторінки з текстом «archived copy» як значення параметру title (посилання)